# كارلوس كيرماير
كارلوس كيرماير (بالبرتغالية: Carlos Kirmayr‏) مواليد 23 سبتمبر 1950 في ساو باولو، هو لاعب كرة مضرب برازيلي سابق وكان يلعب باليد اليمنى. أعلى تصنيف له في الفردي كان المركز الـ 36 في سنة 1981. أعلى تصنيف له في الزوجي كان المركز الـ 6 في سنة 1983.

## النهائيات

### الفردي 5 (0–5)
| الحصيلة | الرقم | السنة | الدورة                       | الأرضية | المنافس       | النتيجة       |
| ------- | ----- | ----- | ---------------------------- | ------- | ------------- | ------------- |
| الوصافة | 1.    | 1976  | تشيلي                        | ترابية  | خوسيه هيغوراس | 7–5, 4–6, 4–6 |
| الوصافة | 2.    | 1979  | القاهرة, مصر                 | ترابية  | بيتر فيجل     | 5–7, 6–3, 1–6 |
| الوصافة | 3.    | 1980  | بوغوتا, كولومبيا             | ترابية  | دومينيك بيديل | 4–6, 6–7      |
| الوصافة | 4.    | 1981  | فورست هيلز, الولايات المتحدة | ترابية  | إدي دبس       | 3–6, 2–6      |
| الوصافة | 5.    | 1982  | جواروجا, البرازيل            | ترابية  | فان وينتسكي   | 3–6, 3–6      |

## روابط خارجية
- كارلوس كيرماير على موقع رابطة محترفي التنس (الإنجليزية)
- كارلوس كيرماير على موقع الاتحاد الدولي لكرة المضرب (الإنجليزية)
- كارلوس كيرماير على موقع كأس ديفيز (الإنجليزية)
- كارلوس كيرماير على موقع خلاصة التنس.كوم (الإنجليزية)